# Alcíone (estrella)
Alcíone, Alcyone o Alcyon (η Tauri / η Tau / 25 Tauri) es un sistema estelar en la constelación Tauro. Es la estrella más brillante del cúmulo abierto de las Pléyades, cuyo cúmulo es de joven formación y con una edad aproximada de 100 millones de años. Su magnitud aparente es de +2,85 y se encuentra a unos 440 años luz de distancia de la Tierra.

## Alrededores
Alcyone es el miembro más brillante del cercano cúmulo abierto de las Pléyades. Hay un número de estrellas más débiles muy cercanas a ella, todas probablemente son también miembros del mismo cúmulo. El Catálogo de Componentes de Estrellas Dobles y Múltiples enumera tres compañeras: B es 24 Tau, una estrella A0 de la secuencia principal con magnitud 6.28 a 117 segundos de arco de distancia; C es V647 Tau, una estrella variable δ Sct; y D es una estrella F3 de la secuencia principal con magnitud 9.15. V647 Tau varía con magnitud de +8.25 a +8.30 en 67.8 minutos.
El Catálogo de Estrellas Dobles Washington enumera otras cuatro compañeras, todas más débiles que la 11.ª magnitud, y también describe la componente D como la propia doble con dos componentes casi igualmente separadas por 0,30 segundos de arco.

## Sistema estelar
La estrella principal, Alcyone A, consiste en 3 componentes; la más brillante es una estrella gigante de tipo-B. La compañera más cercana tiene una masa muy baja y está a menos de 1 milisegundo de arco de distancia (0,16 UA), con un período orbital de poco más de cuatro días. La otra estrella es aproximadamente la mitad de la masa de la gigante y están separadas 0,031 segundos de arco, similar a la distancia entre el Sol y Júpiter, orbitando en aproximadamente 830 días.

## Características físicas
Alcíone es una estrella múltiple cuya componente principal, Alcíone A, tiene una luminosidad 2400 veces mayor que la luminosidad solar y una temperatura superficial de cerca de 13 000 K. Es, a su vez, una binaria eclipsante compuesta por dos estrellas gigantes de tipo espectral B separadas 0,031 segundos de arco. La gran velocidad de rotación de Alcíone A —más de 200 km/s— provoca que salga despedido gas desde su ecuador, formando un disco alrededor de la estrella, siendo Alcíone A una estrella Be.
En torno a Alcíone A hay tres compañeras estelares. Alcíone B y Alcíone C son dos estrellas blancas de tipo espectral A0V y magnitud 8, separadas de la estrella principal 117 y 181 segundos de arco respectivamente. Alcíone C es una variable Delta Scuti, cuyo brillo oscila entre magnitud +8,25 y +8,30 en un período de 1,13 horas.
La tercera acompañante, Alcíone D, es una estrella de la secuencia principal de tipo F2 de magnitud +8,7 separada 191 segundos de arco de la componente A.